# Nordischer Preis der Schwedischen Akademie

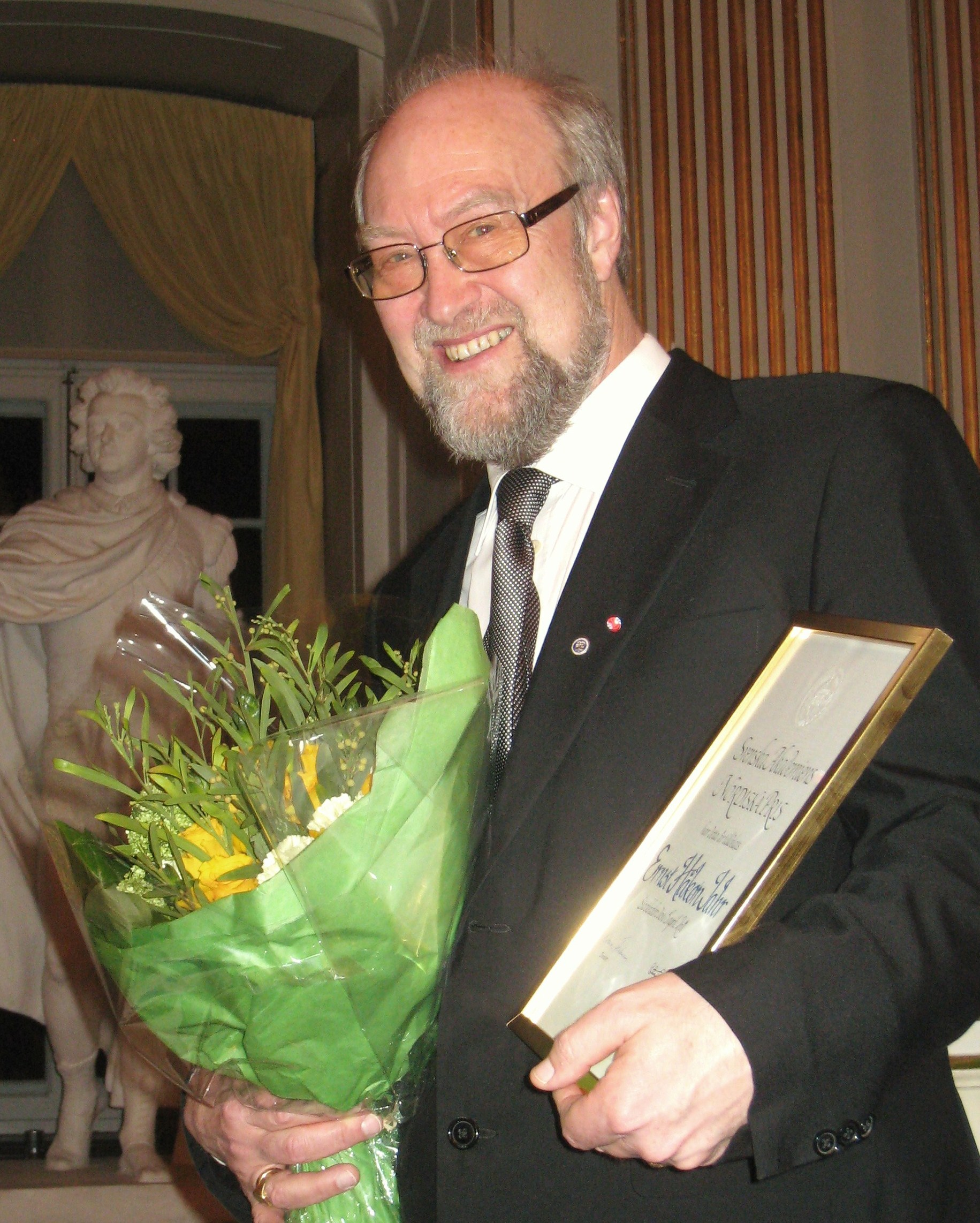
Der Norweger Ernst Håkon Jahr bei der Verleihung des Nordischen Preises im Jahr 2011

Der Nordische Preis der Schwedischen Akademie (schwedisch Svenska Akademiens nordiska pris) ist ein Literaturpreis, der jährlich von der Schwedischen Akademie in Stockholm vergeben wird. Die Auszeichnung wurde anlässlich der 200-Jahr-Feierlichkeiten der Akademie im Jahr 1986 gestiftet und ist mit 400.000 Kronen (ca. 42.144 Euro) dotiert. Damit ist der Nordische Preis der am zweithöchsten dotierte Preis, den die Schwedische Akademie vergibt. Auszeichnungsberechtigt sind Schriftsteller aus den nordischen Ländern, die in einer der Aktivitäten oder einem der Interessengebiete der Akademie herausragende Beiträge geleistet haben. In Anlehnung an den durch die Akademie-Mitglieder jährlich vergebenen Literaturnobelpreis wird die Auszeichnung in Skandinavien auch als „kleiner Nobelpreis“ bezeichnet.
Die Ehrung der Preisträger erfolgt jährlich am 5. April, dem Stiftungstag der Akademie, in der Aktienhalle (schwedisch Börssalen) des Börshuset durch Akademie-Mitglieder. Anschließend hält der Träger des Nordischen Preises eine Rede.

## Preisträger
Am häufigsten mit den Nordischen Preis ausgezeichnet wurden schwedische Autoren (10 Siege), gefolgt von ihren Kollegen aus Norwegen (8), Finnland (7), Dänemark (7) Island (3) und den Färöer-Inseln (ein Sieg). 1994, 2006, 2013, 2016, 2018 und 2020 waren Frauen erfolgreich, während der Dichter Tomas Tranströmer, Preisträger 1991, als bislang einziger Gewinner des Nordischen Preises auch den Nobelpreis für Literatur zuerkannt bekam.
| Jahr | Preisträger           | Land     |
| ---- | --------------------- | -------- |
| 1986 | Villy Sørensen        | Dänemark |
| 1987 | William Heinesen      | Färöer   |
| 1988 | Nils Erik Enkvist     | Finnland |
| 1989 | Rolf Jacobsen         | Norwegen |
| 1990 | Henrik Nordbrandt     | Dänemark |
| 1991 | Tomas Tranströmer     | Schweden |
| 1992 | Thor Vilhjálmsson     | Island   |
| 1993 | Paavo Haavikko        | Finnland |
| 1994 | Inger Christensen     | Dänemark |
| 1995 | Lars Ahlin            | Schweden |
| 1996 | Arne Næss             | Norwegen |
| 1997 | Bo Carpelan           | Finnland |
| 1998 | Lars Forssell         | Schweden |
| 1999 | Klaus Rifbjerg        | Dänemark |
| 2000 | Lars Huldén           | Finnland |
| 2001 | Willy Kyrklund        | Schweden |
| 2002 | Torben Brostrøm       | Dänemark |
| 2003 | Lars Norén            | Schweden |
| 2004 | Guðbergur Bergsson    | Island   |
| 2005 | Göran Sonnevi         | Schweden |
| 2006 | Pia Tafdrup           | Dänemark |
| 2007 | Jon Fosse             | Norwegen |
| 2008 | Sven-Eric Liedman     | Schweden |
| 2009 | Kjell Askildsen       | Norwegen |
| 2010 | Per Olov Enquist      | Schweden |
| 2011 | Ernst Håkon Jahr      | Norwegen |
| 2012 | Einar Már Guðmundsson | Island   |
| 2013 | Sofi Oksanen          | Finnland |
| 2014 | Lars Gustafsson       | Schweden |
| 2015 | Thomas Bredsdorff     | Norwegen |
| 2016 | Monika Fagerholm      | Finnland |
| 2017 | Dag Solstad           | Norwegen |
| 2018 | Agneta Pleijel        | Schweden |
| 2019 | Karl Ove Knausgård    | Norwegen |
| 2020 | Rosa Liksom           | Finnland |
| 2021 | Eldrid Lunden         | Norwegen |
| 2022 | Naja Marie Aidt       | Dänemark |
| 2023 | Sjón                  | Island   |
| 2024 | Ingela Strandberg     | Schweden |
| 2025 | Søren Ulrik Thomsen   | Dänemark |